# Insenatura di Wagoner

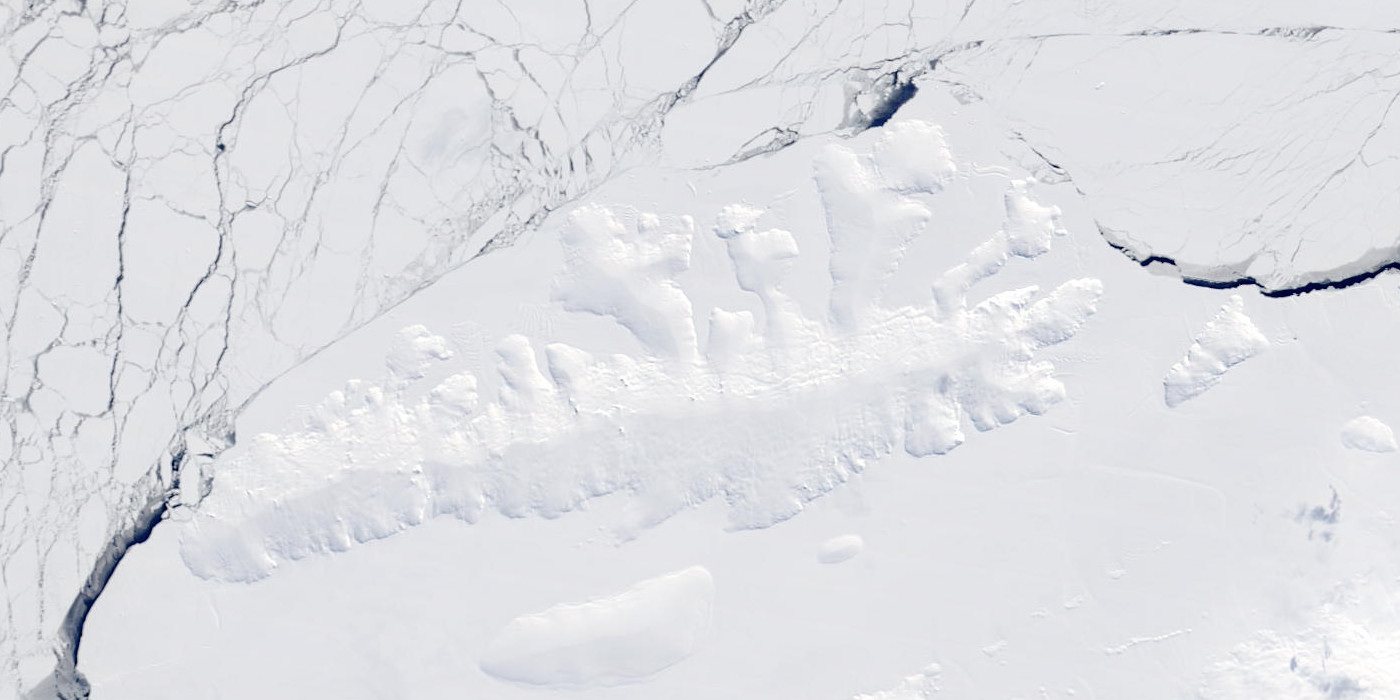
Un'immagine satellitare dell'isola Thurston.

L'insenatura di Wagoner è un'insenatura larga circa 10 km all'imboccatura e lunga 15, situata sull'isola Thurston, al largo della costa di Eights, nella Terra di Ellsworth, in Antartide. L'insenatura, che si estende in direzione nord-sud e la cui superficie è completamente ricoperta dai ghiacci, si trova in particolare tra la penisola Tinglof, a ovest, e la penisola Starr, a est.

## Storia
L'insenatura di Wagoner fu scoperta durante ricognizioni aeree effettuate nel dicembre 1946 nel corso dell'operazione Highjump e fu del tutto mappata nel febbraio 1960 durante voli in elicottero partiti dalla USS Burton Island e dalla USS Glacier  e svolti su quest'area nel corso di una spedizione di ricerca della marina militare statunitense (USN) nel mare di Bellingshausen. Infine, fu così battezzata dal Comitato consultivo dei nomi antartici in onore di Charles Wagoner, marinaio a bordo della USS Glacier durante la sopraccitata spedizione e membro della squadra incaricata degli seperimenti scientifici sul campo sull'isola Thurston nel febbraio 1960.